# 1612
Реформація •  Епоха великих географічних відкриттів •  Ганза •  Нідерландська революція •  Річ Посполита •  Запорозька Січ

## Геополітична ситуація
Османську імперію очолює Ахмед I (до 1617). Під владою османського султана перебувають Близький Схід та Єгипет, Середземноморське узбережжя Північної Африки, частина Закавказзя, значні території в Європі: Греція, Болгарія і Сербія. Васалами османів є Волощина та Молдова.
Священна Римська імперія — наймогутніша держава Європи. Її територія охоплює, крім німецьких земель, Угорщину з Хорватією, Богемію, Північну Італію. Її імператором є Матвій з родини Габсбургів (до 1619).
Габсбург Філіп III Благочестивий є королем Іспанії (до 1621) та Португалії. Йому належать Іспанські Нідерланди, південь Італії, Нова Іспанія, Нова Гранада та Нова Кастилія в Америці, Філіппіни. Португалія, попри правління іспанського короля, залишається незалежною. Вона має володіння в Бразилії, в Африці, в Індії, на Цейлоні, в Індійському океані й Індонезії.
Північ Нідерландів займає Республіка Об'єднаних провінцій. Король Франції — Людовик XIII Справедливий (до 1643). Королем Англії є Яків I Стюарт (до 1625). Король Данії та Норвегії — Кристіан IV Данський (до 1648), Швеції — Густав II Адольф (до 1632). На Апеннінському півострові незалежні Венеціанська республіка та Папська область.
Королем Речі Посполитої, якій належать українські землі, є Сигізмунд III Ваза (до 1632). На півдні України існує Запорозька Січ.
Царем Московії є Владислав Ваза (до 1613). Існують Кримське ханство, Ногайська орда.
Шахом Ірану є сефевід Аббас I Великий (до 1629).
Значними державами Індостану є Імперія Великих Моголів, Біджапурський султанат, султанат Голконда, Віджаянагара. У Китаї править династія Мін. У Японії триває період Едо.

## Події

### В Україні
- Морські бої козаків на 60 чайках під рукою Сагайдачного з османами біля османського узбережжя — під Гезлеві, Бабадагом, Варною та Месембрією.
- Османи й татари нападали на Покуття тричі.

### У світі
- Смутний час у Московщині:

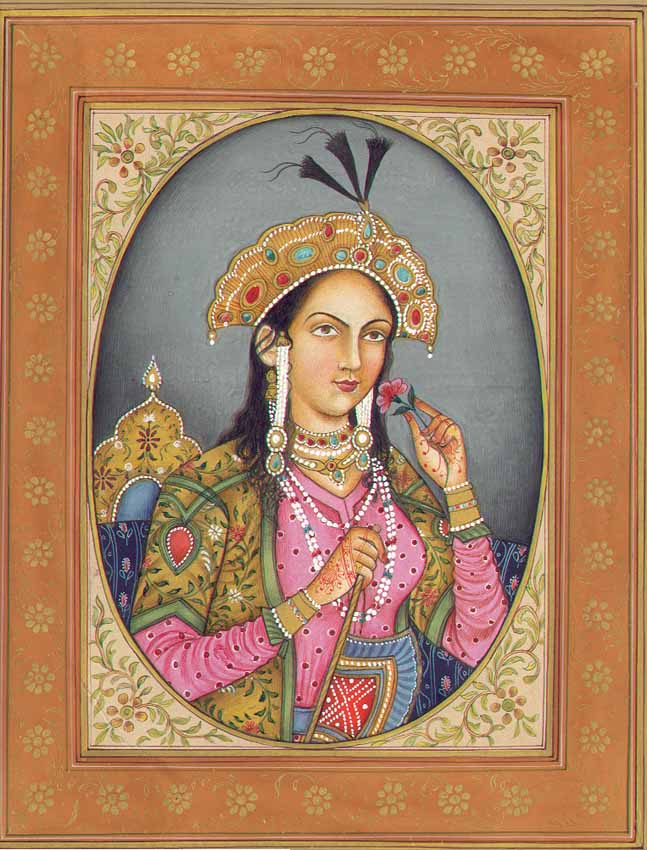
Мумтаз-Махал (Арджуманад Бану Бегам)

  - 2 березня серед козаків виник Лжедмитро III.
  - 27 жовтня друге ополчення на чолі з Дмитром Пожарським і Кузьмою Мініним отримало перемогу над поляками — польський гарнізон Москви здався і було створено тимчасовий уряд на чолі з князем Пожарським.
- Після смерті Рудольфа II імператором Священної Римської імперії став Матвій Габсбург.
- Аксель Оксеншерна став канцлером Швеції. Між Швецією та Данією триває Кальмарська війна.
- Між Іспанією та Савойєю спалахнула війна за Монферратську спадщину.
- Укладено угоду Насух-паші між Османською імперією та Сефевідською Персією.
- Британська Ост-Індійська компанія отримала перемогу над португальцями в морській битві біля берегів Індії.
- В імперії Великих Моголів Шах Джахан одружився з Мумтаз-Махал, для якої буде споруджено Тадж-Махал.
- Падишах імперії Великих Моголів Джахангір придушив повстання у Бенгалі.
- У Японії офіційно скасовано кріпацтво, хоча його практика не припинилася.

## Наука та культура
- Сімон Маріус спостерігав у телескоп Туманність Андромеди.
- Галілео Галілей бачив Нептун, але прийняв його за зірку через малу швидкість.
- У Японії завершилося спорудження замку Наґоя.
- Німецький містик Якоб Беме надрукував «Аврору, або Зірницю, що сходить».

## Народились
- 27 липня — Мурад IV, османський султан, завойовник Багдаду.